# 日本一のゴマすり男
『日本一のゴマすり男』（にっぽんいちのゴマすりおとこ）は、1965年に制作された植木等主演の「日本一の男シリーズ」第3作。『日本一の裏切り男』と並び、シリーズ中、最も上映時間の長い作品である。同時上映は『姿三四郎』（内川清一郎監督）であった。

## ストーリー
田舎青年の中等は、後藤又自動車に補欠入社が決まる。万年係長で定年となった父の「でっかいゴマをすりあててほしい」という言葉を、始めは会社は実力主義の世界と鼻で笑って聞き流す等だが、入社一日目にして会社の不条理にぶち当たり、実力だけでは上に上がれないと痛感。馬鹿にしてきた周囲を見返し立身出世を果たす為に一転、ゴマすり・おべっか・おべんちゃらを駆使する事を決意する。まず係長を手始めに、課長や部長、はたまた親会社の常務にまでゴマすり作戦の範囲を広げていく。

## スタッフ
- 製作：渡辺晋、森田信
- 監督：古澤憲吾
- 脚本：笠原良三
- 音楽：萩原哲晶、宮川泰

## キャスト
- 中等（なか ひとし）：植木等
- 別当課長：犬塚弘
- 曽根：安田伸
- 営業課長：桜井センリ
- バーのボーイ：石橋エータロー
- 細川眉子：浜美枝
- 山根係長：人見明
- 春山部長：有島一郎
- 小泉社長：進藤英太郎
- 後藤又之助：東野英治郎
- 後藤鳩子：中尾ミエ
- ジョージ箱田：藤田まこと
- 目高常務：高田稔
- 目高静代：京塚昌子
- てるみ：久保菜穂子
- 中等一郎：中村是好
- 中節子：吉川満子
- 中村：南利明
- 守衛：沢村いき雄
- 黒眼鏡の男：二瓶正也
- 権田岩子 : 宮田芳子
- 長井（後藤又航空幹部）: 大友伸
- 別当春子 : 中北千枝子
- 後藤又航空営業部長 : 野村浩三
- 警官 : 広瀬正一
- 富江 : 谷和子
- 正子 : 浦山珠美
- 君子 : 依田三千子
- 悦子 : 田辺和佳子
- 営業部員 : 大前亘, 門脇三郎, 渋谷英男
- 吉田（整備員）: 岡豊

## ロケ地
- 大和証券本店ビル
- 株式会社梁瀬
- 大手町ビル
- 駒沢オリンピック公園
- 世田谷区岡本三丁目
- 采女橋
- 増上寺
- 芝ゴルフ場
- 第三京浜道路
- 東京都道311号環状八号線
- 首都高速4号新宿線
- 赤坂見附
- 成城
- 調布飛行場
- 東京プリンスホテル
- 首都高速1号羽田線
- 駒沢通り
- 国立大蔵病院（現・国立成育医療研究センター）

## 挿入歌
- 「愉快だね」
  - 作詞：塚田茂、作曲：萩原哲晶、歌：植木等
- 「元気で行こう」
  - 作詞：塚田茂、作曲：宮川泰、歌：植木等
- 「ゴマスリ行進曲」
  - 作詞：青島幸男、作曲：萩原哲晶、歌：植木等
- 「恋をするなら」
  - 作詞：佐伯孝夫、作曲：吉田正、歌：植木等 ※アカペラ（伴奏なし）で、少しだけ歌う
- 「お座敷小唄―一に六足しゃ」
  - 作詞：不明、作曲：陸奥明、歌：植木等 ※アカペラで歌う。和田弘とマヒナスターズが大ヒットさせた「お座敷小唄」の替え歌。
- 「負けてなるかよ」
  - 作詞：塚田茂、作曲：萩原哲晶、歌：植木等
- 「ゴマスリ節』」
  - 作詞：青島幸男、作曲：萩原哲晶、歌：植木等

## その他
- ヤナセが撮影に協力し、当時ヤナセが取り扱っていた外車が登場する。

外車は「1965年型ビュイック・スカイラーク」、「フォルクスワーゲン・カルマンギア」、「フォルクスワーゲン・カブリオレ」、「メルセデス・ベンツ 280SL」他。
- ダイナミックな作風で知られる古澤演出だが、本作では冒頭、植木演じる中等が、実家で父親に頼まれ（文字通り）ゴマをすっているシーンの撮影時、そのすぐそばの竹かごに子猫を2匹用意させ、その愛らしさで観客の心をなごませることまで計算していたという（トレヴィル発行、リブロポート発売・1993年『ジ・オフィシャル・クレージーキャッツ・グラフィティ』所収「古澤憲吾インタビュー」より(P.215～216)）。
- 後にザ・ドリフターズの一員として東宝クレージー映画に出演し、さらに末期には植木とコンビで主演を務めることになる加藤茶が、端役ではあるが植木との初共演を果たしている。ポスターやオープニング・タイトルにはクレジットされていない。
- セリフのない白バイ警官役でラストに登場する谷啓は、ポスターやオープニング・タイトルにはクレジットされていない。同様のケースとして、本作の前年公開されたハナ肇主演の松竹作品『馬鹿まるだし』には、谷を除くクレージーのメンバーが全員出演したが、植木のみナレーターも務めたもののクレジットはされなかった。
- 1975年7月6日に日本テレビにて午後3時45分よりテレビ放映された。[1]